# Túpolev Tu-82
El Túpolev Tu-82 fue un bombardero soviético experimental de ala en flecha de los años 40 del siglo XX. Fue el primer bombardero a reacción soviético con alas en flecha.

## Diseño y desarrollo
Similar al anterior Túpolev Tu-14, el modelo 82 (más tarde denominado Tu-82) fue diseñado para investigar el uso de las alas en flecha. Propulsado por dos motores Klimov VK-1, el único prototipo del modelo 82 voló por primera vez en febrero de 1949. Alcanzó una velocidad máxima de 934 km/h y un techo de 14 000 m. Túpolev planeó una versión de combate más grande como modelo 86, pero no fue construida.

## Variantes
82 (Tu-82)
Prototipo de bombardero ligero de alas en flecha, uno construido.
86
Variante agrandada del 82, no construida.

## Especificaciones (Tu-82)
Referencia datos: Namecek

### Características generales
- Tripulación: Tres
- Longitud: 17,6 m (57,6 ft)
- Envergadura: 17,8 m (58,4 ft)
- Superficie alar: 45 m² (484,4 ft²)
- Peso vacío: 9526 kg (20 995,3 lb)
- Peso cargado: 18 340 kg (40 421,4 lb)
- Planta motriz: 2× turborreactor Klimov VK-1.
  - Empuje normal: 26,5 kN (2702 kgf; 5957 lbf) de empuje cada uno.

### Rendimiento
- Velocidad máxima operativa (Vno): 934 km/h (580 MPH; 504 kt)
- Alcance: 2395 km (1293 nmi; 1488 mi)
- Techo de vuelo: 11 400 m (37 402 ft)

## Aeronaves relacionadas

### Desarrollos relacionados
- Túpolev Tu-14

### Secuencias de designación
- Secuencia Tu-_ (interna de Túpolev): ← Tu-77 - Tu-79 - Tu-80 - Tu-82 - Tu-85 - Tu-91 - Tu-94 →
- Secuencia Numérica (interna de Túpolev): ← 79 - 80 - 81/81T - 82 - 85 - 86 - 89 - 90 - 93 →